# نهائي كأس آسيا 2019
نهائي كأس آسيا 2019 (بالإنجليزية: 2019 AFC Asian Cup final) هي مباراة كرة القدم التي حددت الفائز بكأس آسيا 2019، الكأس الآسيوية السابعة عشرة، وهي البطولة التي تقام كل أربع سنوات وتتنافس عليها الفرق الوطنية للرجال من الاتحادات الأعضاء الاتحاد الآسيوي لكرة القدم. جرت المباراة على ستاد مدينة زايد الرياضية في أبو ظبي بالإمارات العربية المتحدة في 1 فبراير 2019، وقد تنافست عليه اليابان وقطر.
وكانت هذه المباراة هي النهائي الخامس لمنتخب اليابان، حيث كان لديه سجل مثالي مع أربعة ألقاب، في حين لعب منتخب قطر أول مباراة له في المباراة النهائية، والتي تمكن من الوصول إليها دون استقبال هدف واحد في المباريات الست السابقة. فازت قطر بنتيجة 3-1 في أول بطولة لكأس آسيا. بالنسبة لليابان، كانت أول هزيمة لها في نهائي كأس آسيا.

## الملعب

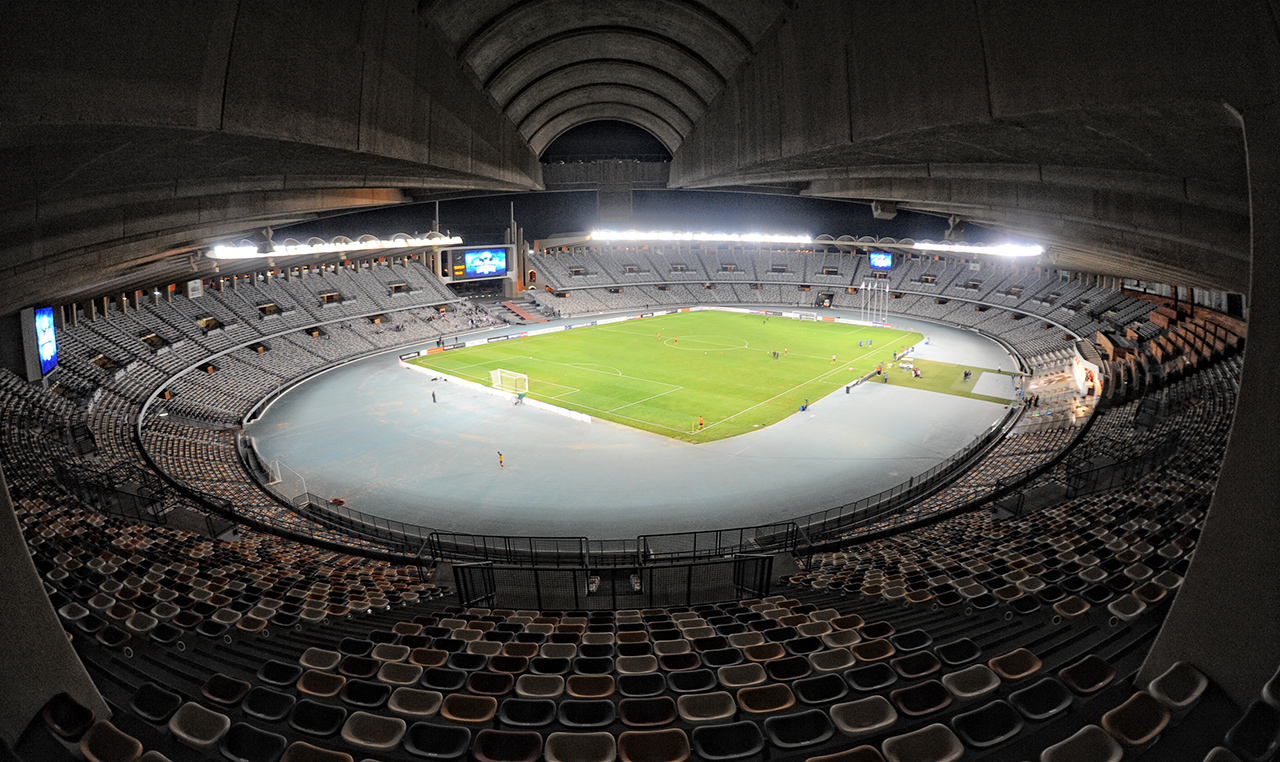
مدينة زايد الرياضية في أبو ظبي الذي اقيمت عليه المباراة النهائية

استضاف ملعب مدينة زايد الرياضية في أبوظبي (وهو أكبر ملعب في دولة الإمارات العربية المتحدة) نهائي كأس آسيا. تم بناء الملعب الذي يتسع لـ 43,000 مقعد عام 1980 ويستخدم بشكل أساسي من قبل المنتخب الوطني الإماراتي لكرة القدم. طلبت هيئة الطرق والمواصلات في دبي هيئة الطرق والمواصلات تقديم عطاءات مستقلة في عام 2015 لبناء ملعب يتسع لـ 60 ألف مقعد لاستضافة نهائي كأس آسيا، ولكن تم لاحقا الإعلان عن استاد مدينة زايد الرياضية في عام 2017 باعتباره مكانًا للمباراة الافتتاحية والنهائية.

## الطريق إلى النهائي
| م | الفريق     | لعب | نقاط |
| - | ---------- | --- | ---- |
| 1 | اليابان    | 3   | 9    |
| 2 | أوزبكستان  | 3   | 6    |
| 3 | عمان       | 3   | 3    |
| 4 | تركمانستان | 3   | 0    |

| م | الفريق         | لعب | نقاط |
| - | -------------- | --- | ---- |
| 1 | قطر            | 3   | 9    |
| 2 | السعودية       | 3   | 6    |
| 3 | لبنان          | 3   | 3    |
| 4 | كوريا الشمالية | 3   | 0    |

## قبل المباراة

### الحكام

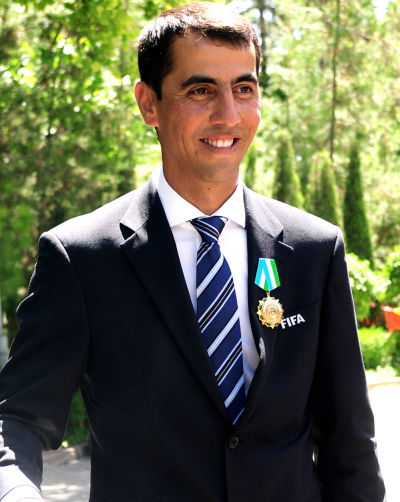
Ravshan Irmatov كان حكم المباراة النهائية.

تم اختيار الحكم الأوزبكي رافشان إيرماتوف لقيادة الفريق التحكيمي للمباراة النهائية، والتي أعلن عنها الاتحاد الآسيوي لكرة القدم في 30 يناير 2019. أدار سابقًا ثلاث مشاركات في كأس العالم ، والألعاب الأولمبية الصيفية 2012، وكأس العالم للأندية، وكأس القارات. المباراة النهائية هي المباراة الخامسة التي يقودها رافشان إيرماتوف كحكم خلال البطولة، بعد أن أدار مباراتين في دور المجموعات ومباراتين خروج المغلوب. تم اختيار مواطنيه عبد الحميد رسولوف وجاخونجير سعيدوف كحكمين مساعدين، بينما كان الحكم الصيني ما نينغ هو الحكم الرابع. تم تعيين الإيطالي باولو فاليري لحكم الفيديو المساعد، ليشرف على أول استخدام للتقنية في نهائي كأس آسيا. محمد تقي من سنغافورة وكريس بيث من أستراليا كانا حكمي فيديو مساعدين للمباراة.

### اهلية لاعبي قطر
في 30 يناير 2019، بعد وقت قصير من خسارة الفريق المضيف أمام قطر في نصف النهائي، قدم اتحاد الإمارات العربية المتحدة لكرة القدم استئناف رسمي إلى الاتحاد الآسيوي بشأن أهلية المهاجم السوداني المولد المعز علي. والمدافع العراقي المولد بسام الراوي، مدعيين أنهما غير مؤهلين للعب لمنتخب قطر. تم تقديم الاستئناف على أساس الإقامة وفقًا للمادة 7 من قوانين الفيفا، التي تنص على أن اللاعب مؤهل للعب لفريق تمثيلي إذا "عاش بشكل متواصل لمدة خمس سنوات على الأقل بعد بلوغه سن 18 عام على أراضي الاتحاد المعني". زعم الاتحاد الإماراتي لكرة القدم أن علي والراوي لم يعيشا بشكل متواصل في قطر لمدة خمس سنوات على الأقل فوق سن 18 عام، على الرغم من ادعاء اللاعبين أن والدتيهما ولدتا في قطر. في 1 فبراير 2019، قبل ساعات من المباراة النهائية، أصدرت لجنة الانضباط والأخلاق في الاتحاد الآسيوي حكمًا لصالح منتخب قطر ورفضت الاحتجاج الذي قدمه الاتحاد الإماراتي لكرة القدم.
في 1 فبراير 2019، قبل ساعات من المباراة النهائية، حكمت لجنة الانضباط والأخلاق في الاتحاد الآسيوي لكرة القدم لصالح منتخب قطر ورفضت الاحتجاج الذي قدمه الاتحاد الإماراتي لكرة القدم.

## المباراة

### الملخص
|  |  |

بدأت المباراة في تمام الساعة السادسة مساءً بالتوقيت المحلي، في ستاد مدينة زايد الرياضية في أبو ظبي، قبل أن يعلن عن حضور 36776 متفرجاً، من بينهم عدة آلاف من العمانيين. بدأت اليابان المباراة بكرتين ثابتتين، ولكن لم يكن أي منهم قادرا على تقديم أي فرصة هدف. وافتتح اللاعب القطري المعز علي التسجيل في الدقيقة 12 من ضربة مقصية من مسافة 15 ياردة (14 مترا) بعد أن ركل كرة من أكرم عفيف. مع هدفه التاسع من البطولة، كسر علي الرقم القياسي للأهداف المسجلة خلال كأس آسيا الذي سبق أن كان بحوزة الإيراني علي دائي. وسجل عبد العزيز حاتم هدف قطر التالي في الدقيقة 27، حيث خدع حارس المرمى الياباني شويتشي غوندا بتسديدة من مسافة 25 مترا (75 قدما) إلى أعلى الزاوية.
استحوذت اليابان على الكرة ووجدت العديد من فرص التهديف قبل وبعد الاستراحة، بما في ذلك ضربة رأسية من يوشينوري موتو والعديد من الركلات الركنية، لكنها فشلت في إنتاج تسديدة للهدف. وحصلت قطر على فرصة مبكرة لتسجيل هدفها الثالث في الدقيقة 56 من هجمة مرتدة، لكن تسديدة حاتم ذهبت فوق العارضة. تم تقليص الفارق إلى 2-1 مع تسديدة قصيرة المدى من تاكومي مينامينو في الدقيقة 69، بعد سلسلة من التمريرات من اليابان. وكان هذا هو الهدف الأول الذي تستقبله قطر خلال البطولة. وحصلت قطر على ركلة جزاء في الدقيقة 82 من حكم الفيديو المساعد للمسة يد قائد المنتخب الياباني مايا يوشيدا الذي حجب كرة من ركلة ركنية. تم تسجيل ركلة الجزاء من قبل أكرم عفيف ليعطي قطر التقدم بنتيجة 3-1 التي احتفظ بها حتى نهاية المباراة.

### التفاصيل
| اليابان        | 1–3   | قطر                                          |
| -------------- | ----- | -------------------------------------------- |
| - مينامينو 69' | تقرير | - علي 12' - حاتم 27' - أكرم عفيف 83' (ركلة.) |

| اليابان | قطر |

| GK              | 12 | شويتشي غوندا     |     |     |
| RB              | 19 | هيروكي ساكاي     | 86' |     |
| CB              | 16 | تاكيهيرو تومياسو |     |     |
| CB              | 22 | مايا يوشيدا (ك.) | 82' |     |
| LB              | 5  | يوتو ناغاتومو    |     |     |
| RM              | 8  | غينكي هاراغوتشي  |     | 62' |
| CM              | 7  | غاكو شيباساكي    | 20' |     |
| CM              | 18 | تسوكاسا شيوتاني  |     | 84' |
| LM              | 21 | ريتسو دوان       |     |     |
| CF              | 15 | يويا أوساكو      |     |     |
| CF              | 9  | تاكومي مينامينو  |     | 89' |
| التبديلات:      |    |                  |     |     |
| FW              | 13 | يوشينوري موتو    |     | 62' |
| MF              | 14 | جونيا إيتو       |     | 84' |
| MF              | 10 | تاكاشي إينوي     |     | 89' |
| المدير الفني:   |    |                  |     |     |
| هاجيمي موريياسو |    |                  |     |     |

| GK               | 1  | سعد الشيب        |       |       |
| CB               | 15 | بسام الراوي      |       |       |
| CB               | 16 | بوعلام خوخي      |       | 61'   |
| CB               | 4  | طارق سلمان       |       |       |
| RWB              | 2  | بيدرو ميغيل      | 90+3' |       |
| LWB              | 3  | عبد الكريم حسن   |       |       |
| CM               | 10 | حسن الهيدوس (ك.) |       | 74'   |
| CM               | 6  | عبد العزيز حاتم  |       |       |
| CM               | 23 | عاصم ماديبو      |       |       |
| CF               | 11 | أكرم عفيف        | 84'   |       |
| CF               | 19 | المعز علي        |       | 90+6' |
| التبديلات:       |    |                  |       |       |
| MF               | 14 | سالم الهاجري     |       | 61'   |
| MF               | 12 | كريم بوضياف      |       | 74'   |
| FW               | 7  | أحمد علاء الدين  |       | 90+6' |
| المدير الفني:    |    |                  |       |       |
| فليكس سانشيز باس |    |                  |       |       |

| - رجل المباراة: أكرم عفيف (قطر) - الحكام المساعدون: عبدالحميدالله رسولوف (أوزبكستان) ، جهانكير سعيدوف (أوزبكستان) - الحكم الرابع: ما نينغ (الصين) - الحكم المساعد الاحتياطي: هو ويمينغ (الصين) - الحكم المساعد بالفيديو: باولو فاليري (إيطاليا) - مساعدي الحكم المساعد بالفيديو: محمد تقي (سنغافورة)، كريس بيث (أستراليا) | قواعد المباراة - 90 دقيقة. - 30 دقيقة من الوقت الإضافي إذا لزم الأمر. - ركلات جزاء ترجيحية إذا كانت النتيجة لا تزال متساوية. - ثلاثة تبديلات كحد أقصى، مع السماح بتبديل رابع في الوقت الإضافي. |

## بعد المباراة

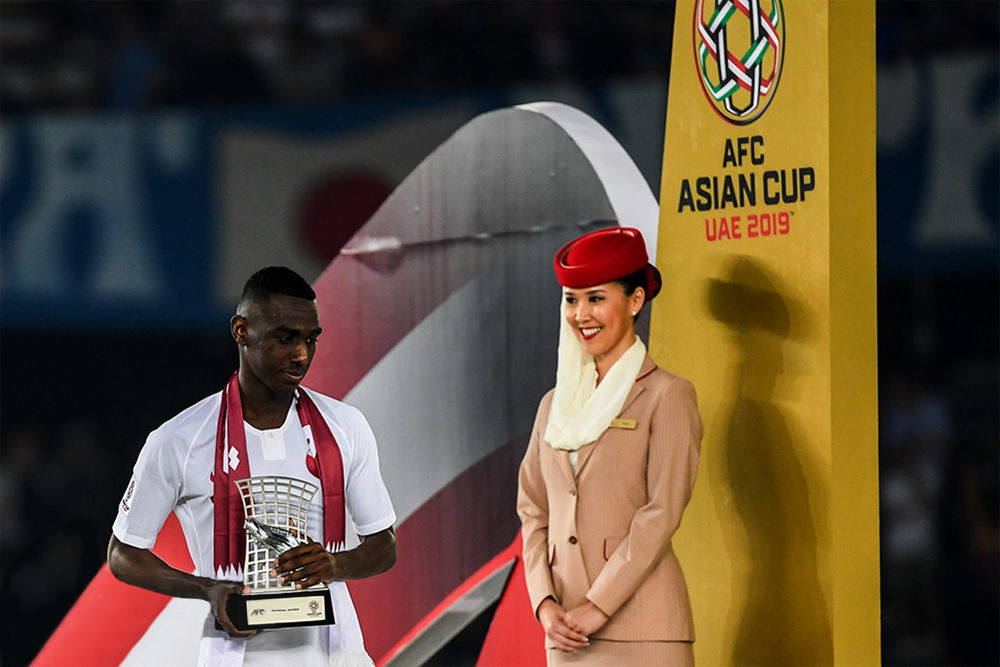
المعز علي حصل على جائزة الهداف بالإضافة إلى جائزة أفضل لاعب كأفضل لاعب في البطولة.

بفوزها على اليابان، حصلت قطر على لقبها الأول في كأس آسيا، حيث لم تتأهل من قبل إلى الدور ربع النهائي، وأصبحت الدولة التاسعة التي تفوز بالبطولة. كانت المباراة أول خسارة لليابان في البطولة بعد سجل مثالي بستة انتصارات بالإضافة إلى فوزهم. الخسارة الأولى في نهائي كأس آسيا، بعد أن فاز في المباريات الأربع الأخيرة. أنهت قطر البطولة بسجل مثالي، حيث فازت بجميع المباريات السبع في طريقها إلى اللقب. كانت المباراة  بمثابة أول ظهور لكرة قدم جديدة وكأس جديد لبطولة كأس آسيا، بالإضافة إلى أول استخدام لحكم الفيديو المساعد خلال نهائي البطولة.
المعز علي الذي حصل على جائزة أفضل لاعب في كأس آسيا كأفضل لاعب في البطولة، فاز ايضا بجائزة الهداف بعد تسجيله تسعة أهداف من أصل 19 هدف لقطر في البطولة، متجاوزا الرقم القياسي لكأس آسيا البالغ ثمانية أهداف الذي سجله علي دائي من إيران في عام 1996.  حافظ حارس المرمى سعد الشيب على ستة أهداف متتالية الشباك النظيفة، وفاز بجائزة أفضل حارس مرمى في البطولة، ولم تتلق شباكه سوى هدف واحد خلال البطولة بأكملها، أمام تاكومي مينامينو في النهائي. تم اختيار اللاعب القطري أكرم عفيف كرجل المباراة النهائية، بهدف من ركلة جزاء وتمريرتين حاسمتين في المباراة النهائية. المباراة. بشكل عام، أنهى البطولة بعشر تمريرات حاسمة، وهو أكبر عدد من التمريرات الحاسمة بين أي لاعب. فاز الوصيف اليابان بجائزة اللعب النظيف باعتباره الفريق صاحب أفضل سجل تأديبي في البطولة .
بعد البطولة تمت دعوة كل من قطر واليابان للمنافسة أيضًا في كوبا أمريكا 2019 قبل البطولة.
وفقًا لوسائل الإعلام القطرية الجزيرة، أكدت الصحف الإماراتية أن اليابان خسرت المباراة النهائية، مما يعكس الصدع الدبلوماسي المستمر بين قطر والإمارات العربية المتحدة.

## معرض الصور

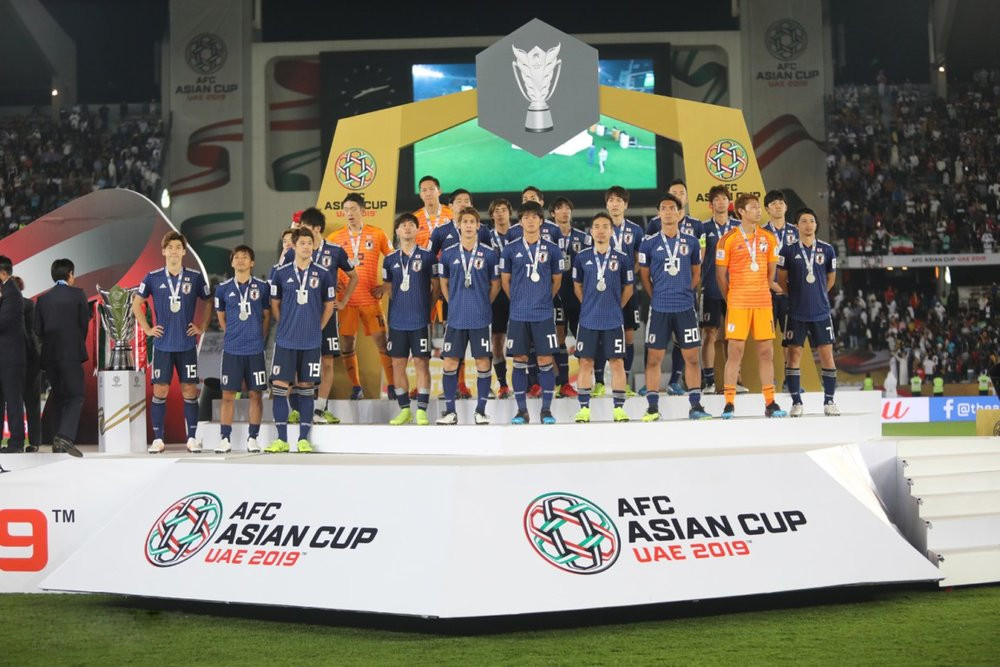
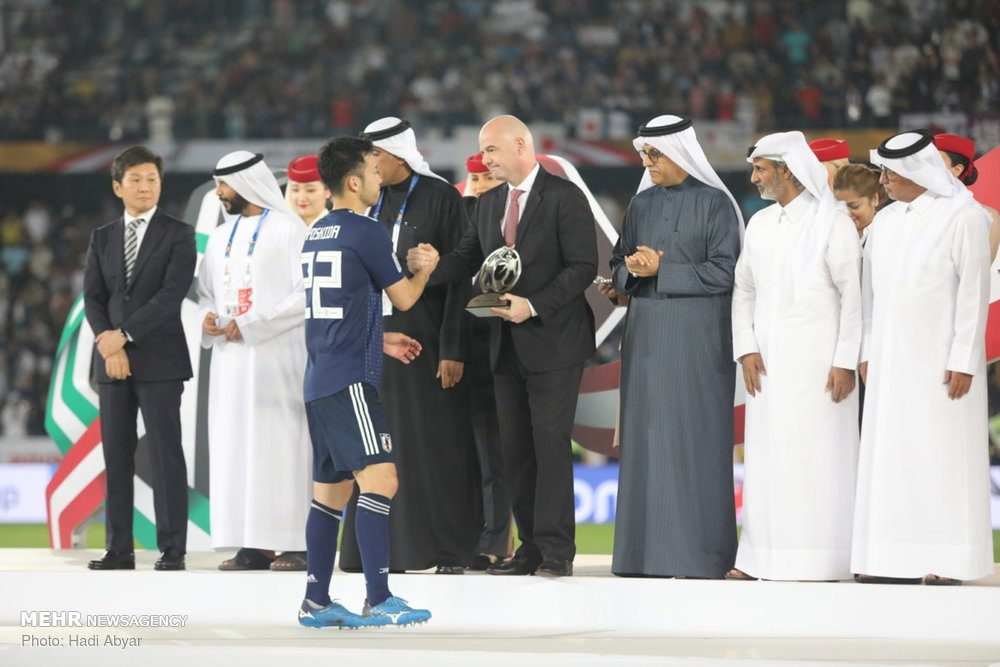
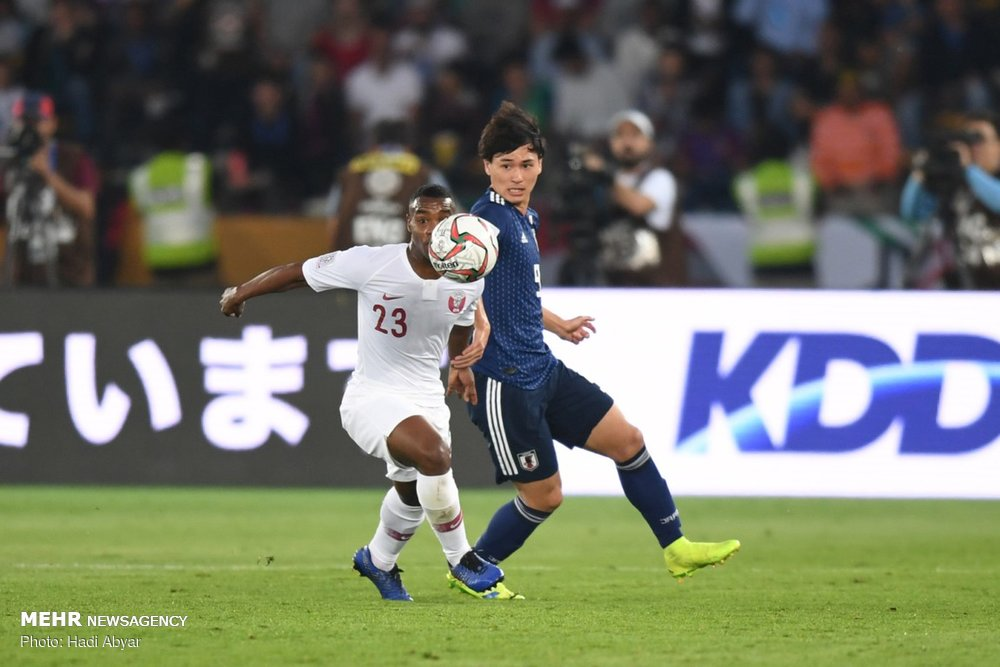
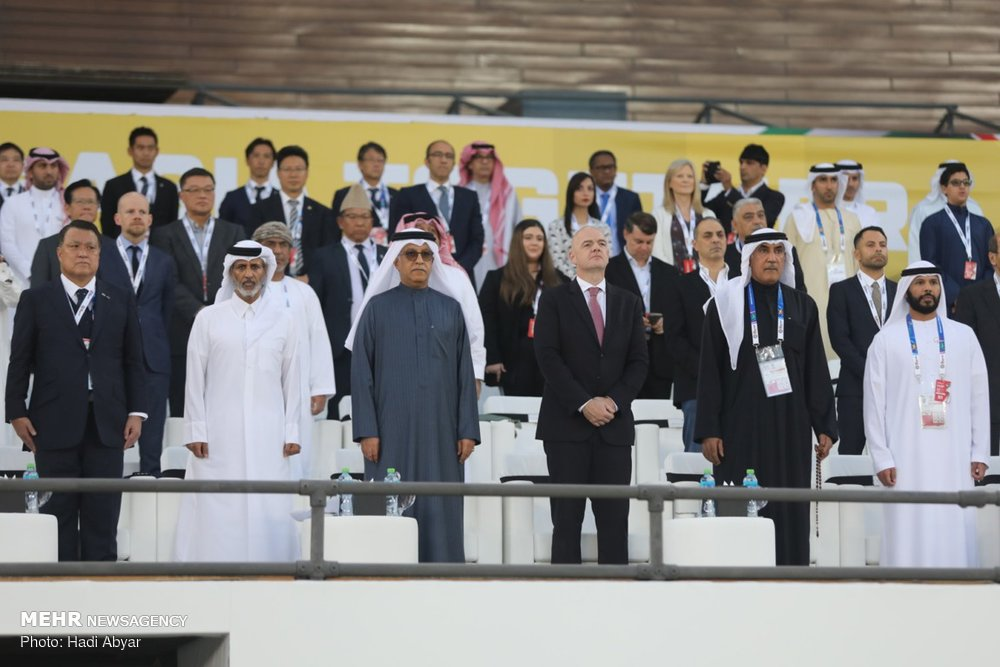
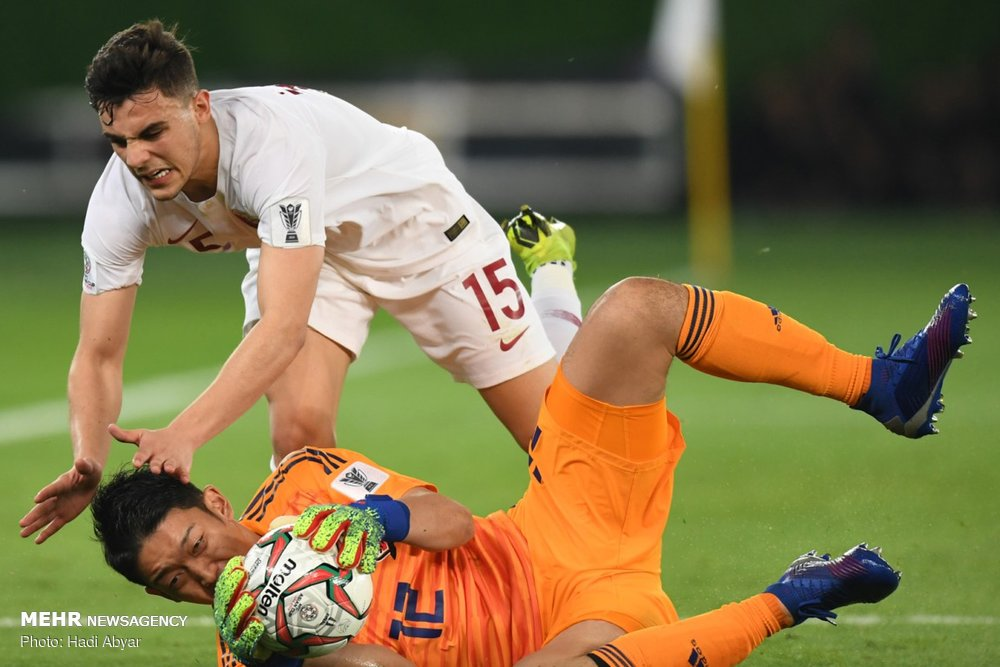
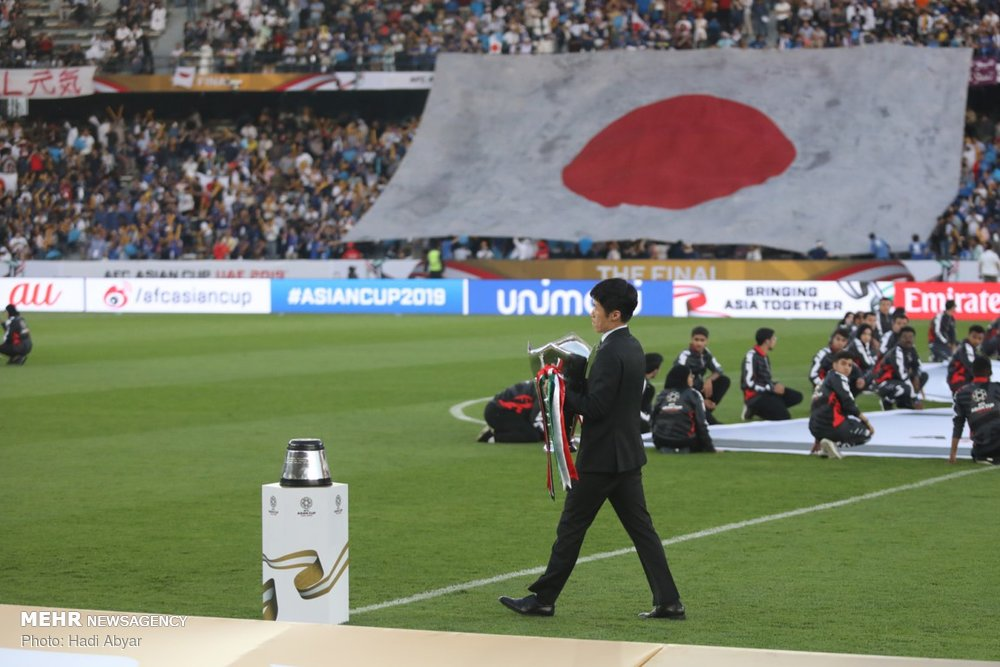
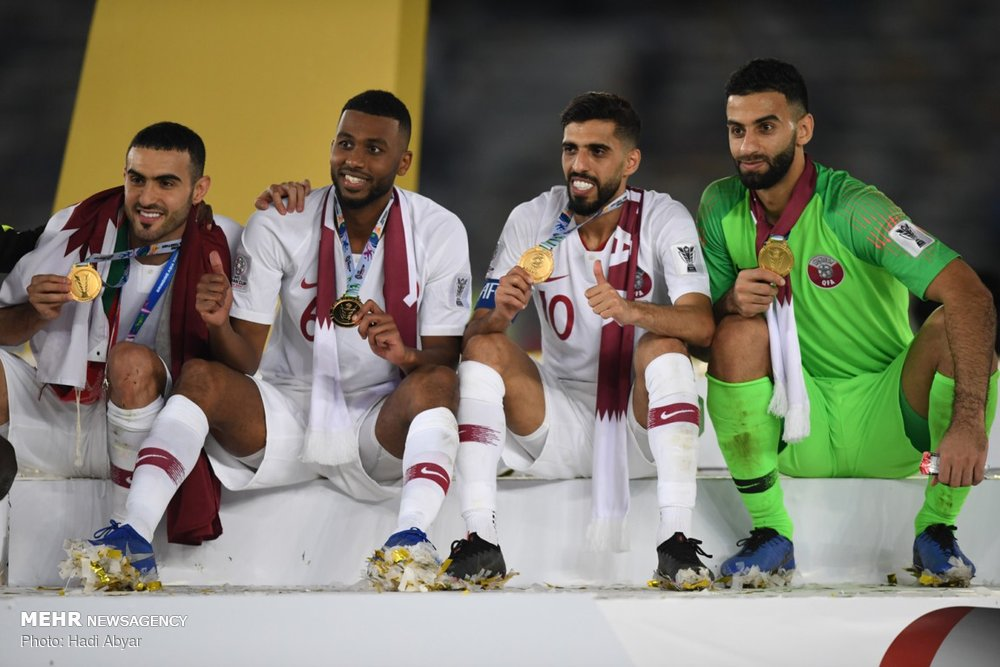
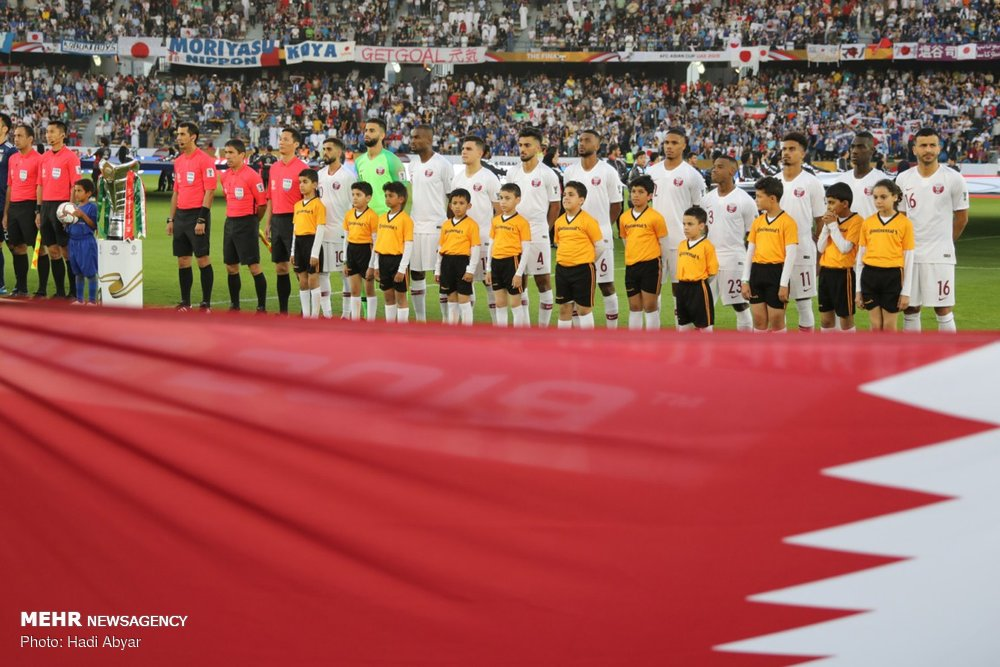
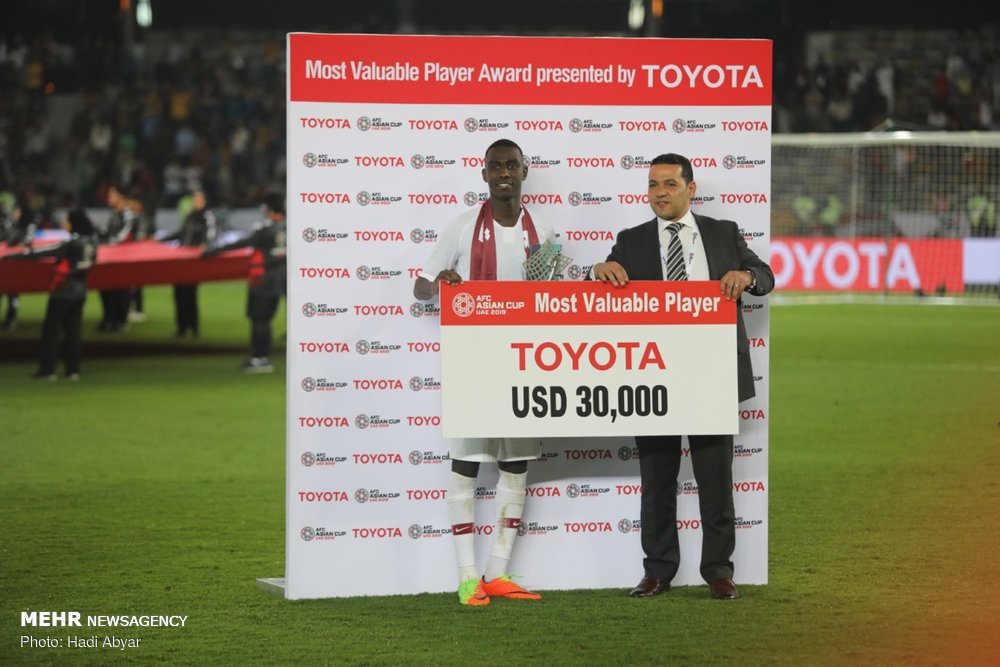
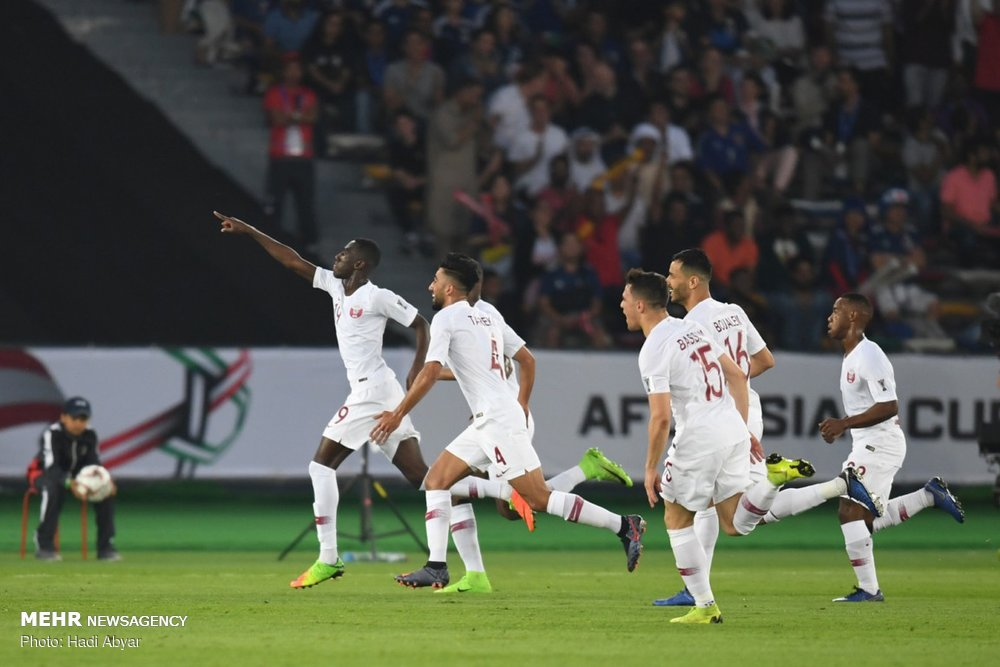
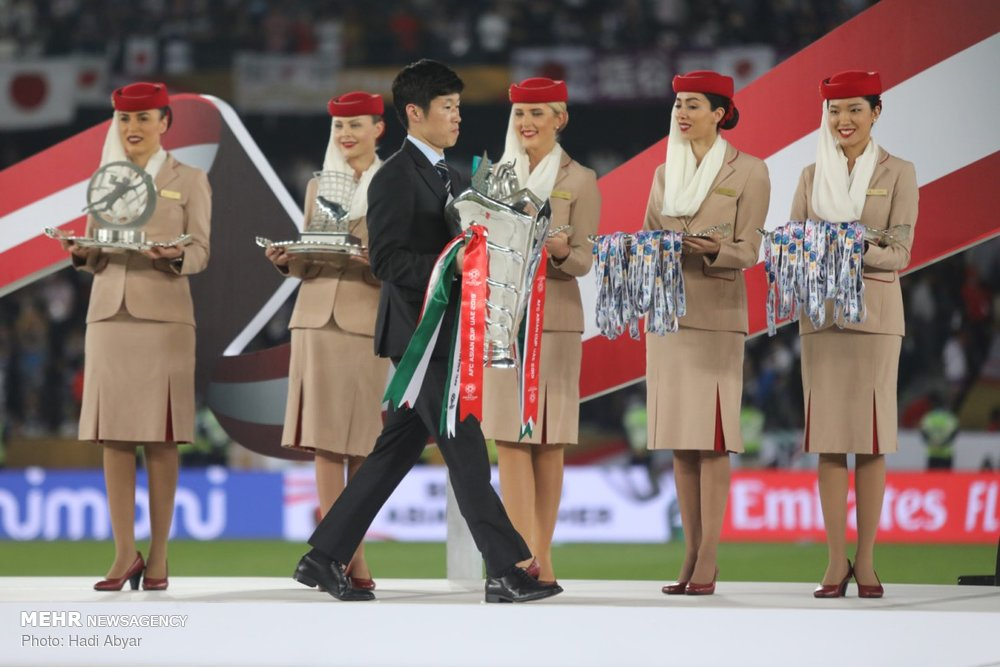
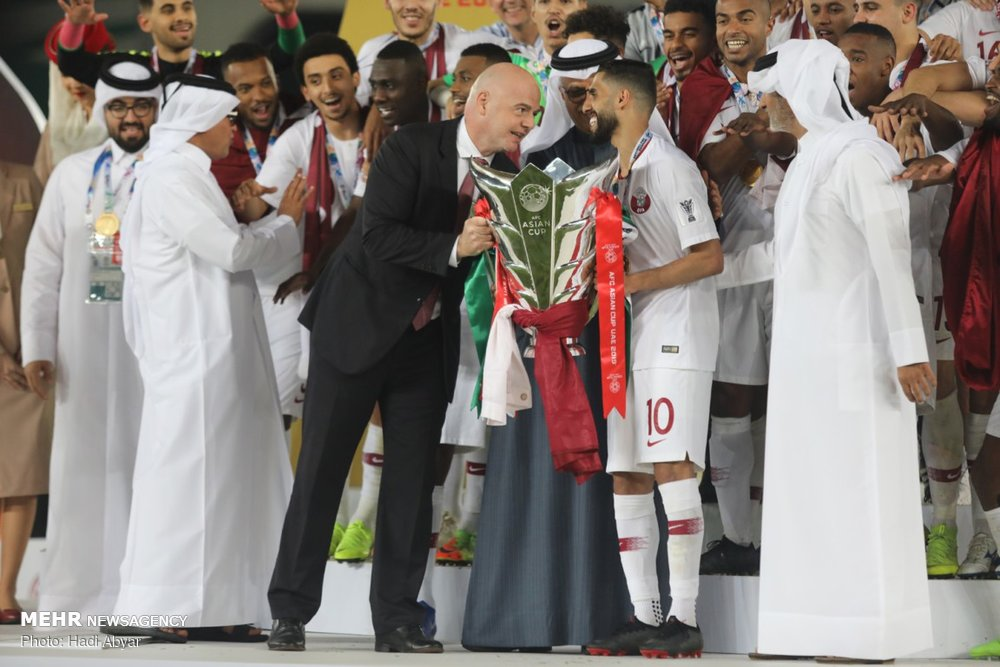
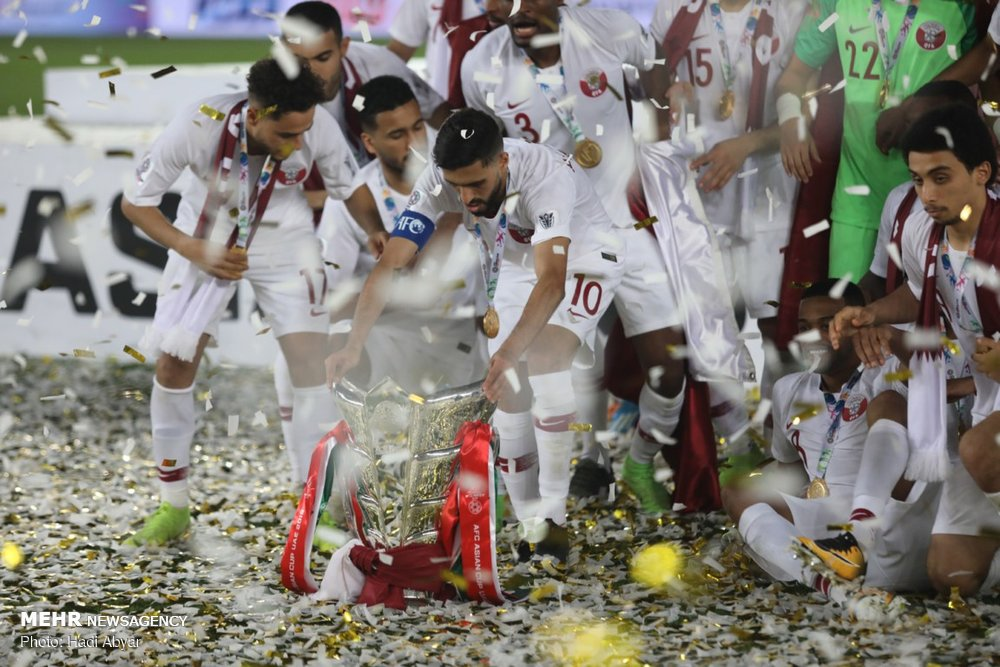

## وصلات خارجية
- الموقع الرسمي